# Пляшка

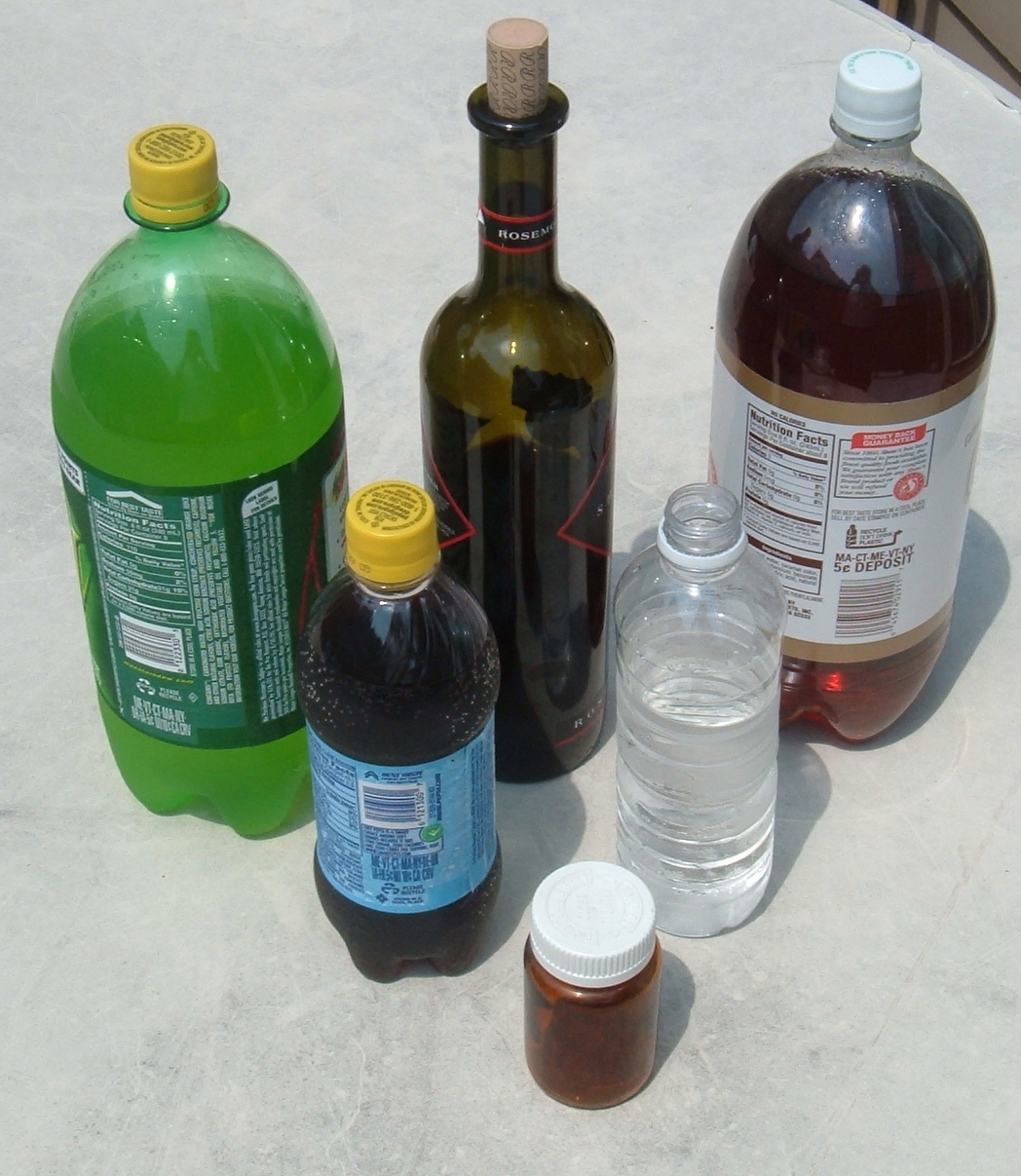
Різні пляшки

Пля́шка, рідше сулі́йка — невелика ємність для довготривалого зберігання рідин, висока посудина переважно циліндричної форми і з вузьким горлечком, зручним для закупорювання корком. Виготовляється переважно із скла (часто темного), останнім часом часто з полімерних матеріалів (зазвичай з поліетилену). Рідше зустрічаються пляшки з кераміки, металу і інших матеріалів. Використовується для зберігання рідин, таких як вода, молоко, безалкогольні напої, пиво, вино, олія, ліки, шампуні, фарби і хімікати. Для наповнення пляшок на сучасних виробництвах використовують лінії розливу. Для герметизації горлечка пляшки використовують пляшкові кришки, внутрішні коркові стопори. Пляшки можуть бути запечатані індукційним ущільненням.
Великі пляшки іноді іменуються бу́тлями (також сулі́ями, сулія́ми). Відомі також натуральні «гарбузові пляшки» — калебаси, що виготовляють з плодів тикв.
Пляшки, що підлягають переробці маркуються відповідно до SPI коду переробки (англ. recycling codes) матеріалу. Деякі регіони США (і ін.країн) мають «депозит за пляшки» (англ. container deposit legislation) — закріплений законом депозит, який повертається після повернення пляшки.

## Етимологія

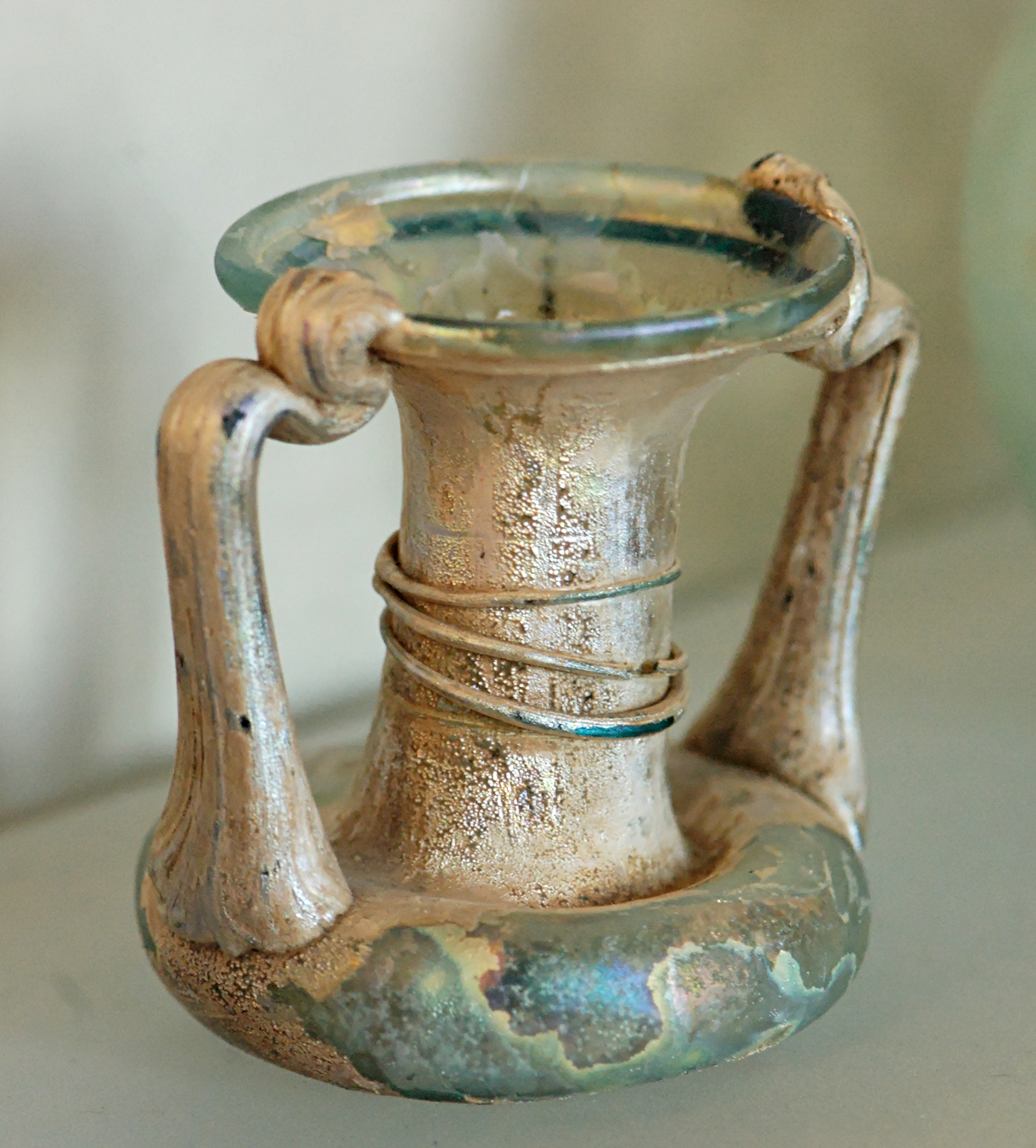
Ємність з двома ручками з плоским «животом», зелене скло, IV століття до нашої ери, Сирія

Українське «пляшка» походить через посередництво пол. flaszka, flasza від нім. Flasche («бутель», «велика пляшка»). У той же час у самій польській мові щодо пляшки вживають слово butelka — зменшувальну форму від butla, що походить від нім. Buttel < фр. bouteille < італ. bottiglia < пізньолат. butticula — зменшувальної форми від лат. buttis («бочка», «амфора»), що можливо, є адаптацією грец. βοῦττις («судно»). Від архаїчного варіанта польського слова (butel < нім. Buttel) походить також і укр. бутель («велика пляшка»).

## Історія

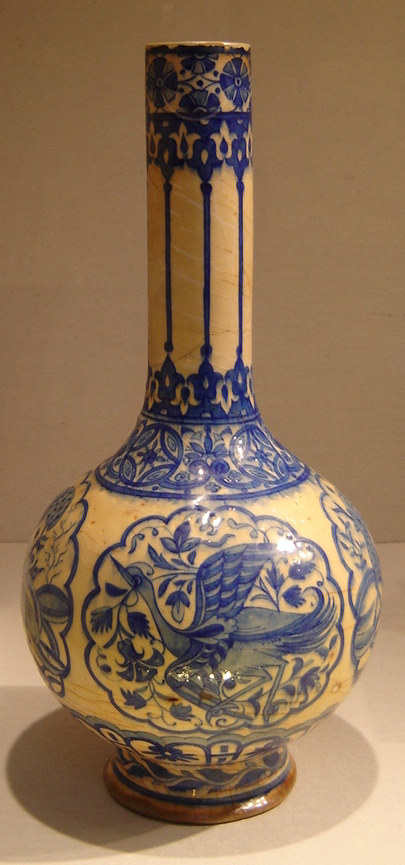
Композитний корпус, пофарбованої і глазурованої пляшки. Датується XVI-м століттям. Пляшка з Ірану. Нью-Йорк Метрополітен-музей.

Пляшку вдосконалювали, використовуючи протягом тисячоліть. Деякі з найбільш ранніх пляшок, відносяться до Китаю, Фінікії, Риму і Криту. Китайці використовували пляшки для зберігання рідин.
З доісторичних часів, пляшкові контейнери були створені з глини або у вигляді тканих контейнерів, запечатаних асфальтами. У стародавні часи амфори є найбільш широко використовуваним контейнером для зберігання рідких харчових продуктів, і глечики — для подачі цих рідин.
Скло для виготовлення посуду почали використовувати близько 1500 року до нашої ери — в Месопотамії та в долині Нілу. Єгипетські вироби завдяки місцевому клімату збереглися краще. Розкопуючи руїни міста Ахетатон, археологи знайшли цілу скляну майстерню. Єгипетська технологія була доволі примітивною. Металічний стрижень просто обліплювали кварцевою пастою, яку спочатку обпікали, потім охолоджували. Стрижень забирали, а отриману заготовку дошліфовували — в буквальному сенсі цього слова до потрібного вигляду. Виготовити щось велике таким чином було просто неможливо, тому більшість єгипетських виробів — це маленькі флакончики, придатні для зберігання парфумів і коштовних масел. До того ж, навіть цю технологію зберігали в таємниці — тож після навали «народів моря» наприкінці II тисячоліття до нашої ери скляне виробництво в Єгипті просто зникло.
Масове виробництво скляного посуду було заново започатковане в I тисячолітті до нашої ери в Фінікії. Зразки малих пляшок (флакони) з напівпрозорого скла (порожнистого товстого скла в рудиментарній техніці видувного формування з скляної палички) були знайдені на Кіпрі і Родосі. Ранні скляні пляшки були зроблені фінікійцями; фінікійські зразки напівпрозорих і прозорих скляних пляшок були виявлені на Кіпрі і Родосі — різної довжини, від трьох до шести дюймів. Ці фінікійські зразки датуються першим тисячоліттям до н. е., і вважається, використовувалися для парфумів.

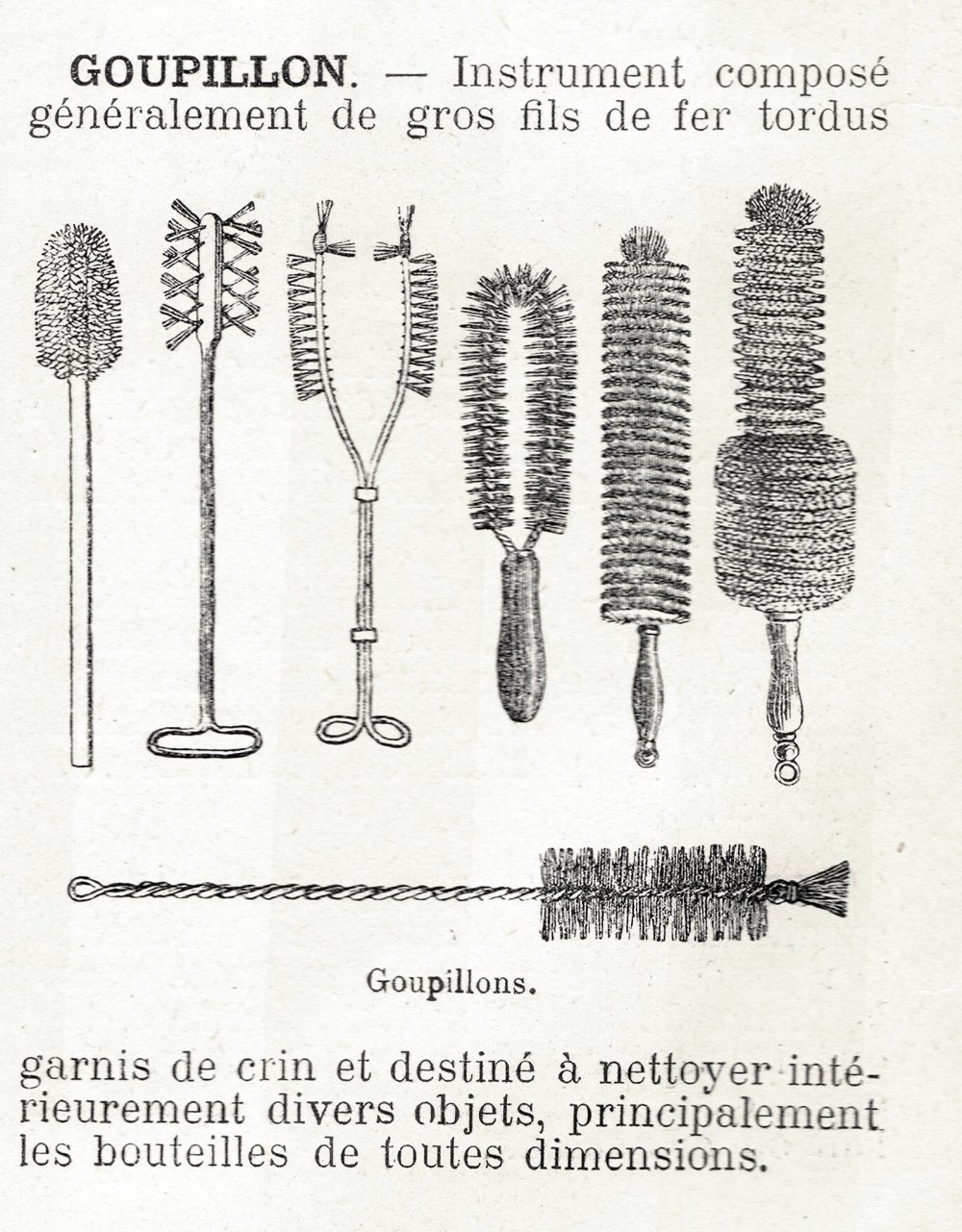
Щітки для пляшок всіх видів були інструменти аптекаря чи бакалійника

В I сторіччі до нашої ери в фінікійському Сідоні була винайдена склодувна трубка, яка дозволяла не «виліплювати», а видувати скляні вироби, зокрема й великих розмірів. Цим винаходом скористалися вже римляни, які в цей час захопили усе Середземномор'я. В Римській імперії пляшки, які називали «ампулами» (лат. ampulae), стали предметами щоденного побуту. І поширилися величезними просторами від Близького Сходу до Іспанії і Британії.
За формою найчастіше це були вази з довгою шиєю. Поступово, форма пляшки змінюється і вона стає більш циліндричною — для зручності. У IV -му столітті, плоске дно (насправді ніколи не ідеально плоске) поступово змінюється формою з нижньою вгнутістю, що забезпечує стабільність. Таке увігнуте дно отримало широке поширення, за винятком старовинних пляшок Cristal. Римські пляшки були гарним способом зберігання трунків там, де їх споживали. Для транспортування на великі відстані вони були надто крихкими. Тож для вантажних перевезень зазвичай використовували амфори та дерев'яні бочки.
З падінням Римської імперії масштабне скляне виробництво на Заході зникло, а на Сході зазнало суттєвих змін. При цьому араби і перси зберегти форму пляшок — з широкою основою і вузьким горлечком, яку в них часто-густо наслідували навіть глечики.
Витончений східний посуд викликав захоплення у західних прочан та лицарів, що познайомилися з ним під час Хрестових походів. Його привозили додому як трофеї, купували разом з іншими заморськими товарами в сирійських та єгипетських торговців, а зрештою почали запозичувати і самі технології скляного виробництва. У Венеції, а з XIII століття — на сусідньому з нею острові Мурано (так було безпечніше з огляду на пожежі, що час від часу спалахували в майстернях) налагодили промислове виготовлення скляних виробів і пляшок зокрема. Рецепти, які дозволяли робити якісне і, за необхідності, майже прозоре скло зберігали в таємниці. Проте вже невдовзі власне скляне виробництво виникло в сусідніх Фаенці та Урбіно, а потім в інших італійських містах та європейських країнах.
Спочатку кожна пляшка була справжнім витвором мистецтва. Їх прикрашали рельєфними зображеннями квітів, а іноді цілими жанровими сценами. Такі вироби, зрозуміло, не були пляшками в нинішньому розумінні цього слова, а швидше шляхетним замінником глечика, до якого набирали вино, що подати його до столу. Досягти рівня венеційських майстрів мало кому вдавалося, тому саме їхня продукція користувалася найвищим попитом.
Водночас італійські роздрібні торгівці швидко зрозуміли, що саме в пляшках найзручніше вино продавати, наповнюючи їх напоєм просто у лавці. Для цього були потрібні якраз не оригінальні, а стандартні пляшки. Наприкінці XIII століття в Тоскані (за легендою — у Сан-Джиміньяно) з'явилася ф'яско — пляшка з круглим денцем, оплетена осокою або соломою. Ф'яско була оспівана Бокаччо і зафіксована для вічності на картинах Ботічеллі та фресках Гірландайо. Проте італійці цінували її саме за зручність. Показово, що саме для ф'яско першою (в 1572 році) встановили стандартний розмір — 2,28 літра. Всі інші пляшки ще довго не мали єдиного стандарту.
При цьому ф'яско все одно були крихкими, як їхні римські пращури і не були готові до далеких перевезень. Вино до місця призначення все одно везли в бочках і розливали безпосередньо перед продажем. Це дозволяло нечесним торговцям шахраювати і видавати гірший, або навіть розбавлений напій за якісний. Щоб гарантувати якість «від виробника», винороби мали отримати можливість розливати вино у себе і перевозити його вже в пляшках. Але для цього була потрібна справжня революція в технологіях.
Дров'яні печі не могли створити необхідну для якісного лиття температуру. Лише з переходом на кам'яне вугілля вдалося виробляти справді міцне скло. А разом з тим — пляшки, придатні до далеких перевезень. Винахідником такого посуду вважають англійця Кенельма Дігбі. Саме він здогадався зробити й потовщене «кільце» на горлечку, яке ще більше зміцнило пляшку. Це сталося в 1632 році. У такий посуд можна було розливати не лише вино, а й пиво, яке до того просто розривало скляний посуд зсередини. В XIV—XVII ст. пляшки набувають різних форм і отримують назви залежно від них: «цибулина», «стебло», «куля».
Пьєр Періньон, який з 1668 року вдосконалював технологію виробництва ігристих вин, оцінив переваги англійських пляшок. А слідом за шампанським почали розливати до пляшок і запечатувати корком і інші вина — насамперед французькі і португальські. Саме з цих країн вивозили свій улюблений напій англійці. А відтак — саме до них постачали свої пляшки.
Французький уряд відповів створенням в 1723 році у Бордо власної мануфактури з виробництва пляшок, але в конкуренції все одно вигравали англійці. Офіційно розливати шампанське по пляшках дозволили лише в 1728 році, а бургундське — у 1750 році, проте це було швидше легалізація практики, яку вже неможливо було заборонити.
Для зберігання пляшок почали створювати винні льохи, їх почали колекціонувати, порівнювати смаки, зрозумівши, що з віком вина набувають нової якості. Зрештою, пляшка перетворилася на міру об'єму — так само як раніше об'єм та вагу міряли в бочках (власне, й українська «тонна» — це, в перекладі з французької, бочка, як і «барель» — в перекладі з англійської). Щоправда, єдиного стандарту довгий час не існувало. Лише в 1866 році він був встановлений стандартний розмір пляшки в 0,75 літра — нібито таким є середній об'єм посуду, який здатен за один раз «видути» звичайний склодув.
До XIX сторіччя кожну пляшку виробляли вручну, і головним інструментом майстра були його легені. Лише в 1828 році у Франції був створений пристрій, який дозволяв «видувати» скляний посуд за допомогою механічного насосу. Втім, англійці і американці на той час пішли вже іншим шляхом. В 1821 році почалося машинне виробництво пляшок у Британії, а в 1825 році американець Джон Бейквел запатентував технологію виготовлення скляних виробів за допомогою пресу. Механізація процесу дозволила не лише спростити і збільшити виробництво пляшок, а й розширити їхнє застосування. Якщо раніше вони призначалися насамперед для вина, медичних препаратів і парфумів, то середина XIX сторіччя започаткувала добу безалкогольних напоїв і пива.
У 1887 році в Британії був створений напівавтомат, який міг виготовляти до 200 пляшок на годину, а американцю Майклу Оуенсу в 1903 році вдалося повністю автоматизувати цей процес. Союз підприємців пляшкової промисловості намагався зупинити технологічне оновлення і навіть викупив патенти Оуенса за 12 мільйонів золотих марок, але не зміг зупинити прогрес.
В 1960 році з'явилася перша пластикова пляшка, в 2000 році — алюмінієва.

## Винні пляшки
Важливість скляної пляшки для виноробства важко переоцінити, оскільки в поєднанні з високоякісним корком, виготовленим з кори коркового дуба, вона дозволяє довго витримувати вино. Скло володіє всіма якостями, необхідними для довгострокового зберігання. Це в кінцевому підсумку призвело до «замкненого розливу» — практики, коли вино поміщають в пляшку виробники (винні будинки), а не купець. До того часу вино продавалося на розлив (в амфорах) і переливалося в пляшки тільки в магазині купця. Це створювало широкі можливості для шахрайства та фальсифікації, оскільки щодо вмісту пляшок споживачеві доводилось покладатися на слово купця. Вважається, що вина найбільше фальсифікувалися за межами виноробних регіонів. Крім того, не всі купці були достатньо обережні, щоб уникнути окислення або забруднення під час розливу. Зокрема, у випадку з портвейном, розлив купцем сумнівної якості старих портвейнів в результаті призвів до встановлення високих цін (за якісні портвейни на ринку через це почали просити вищу ціну). Щоб уникнути цих проблем, найпрекрасніше вино починає розливатися за місцем виробництва (у тому числі всі портвейни, з 1974 року).
Існує багато форм і розмірів пляшок для вина, найпопулярніші з яких — «Бордо», «Бургундія», «Шампанське».

## Кодд-подібне горлечко пляшки

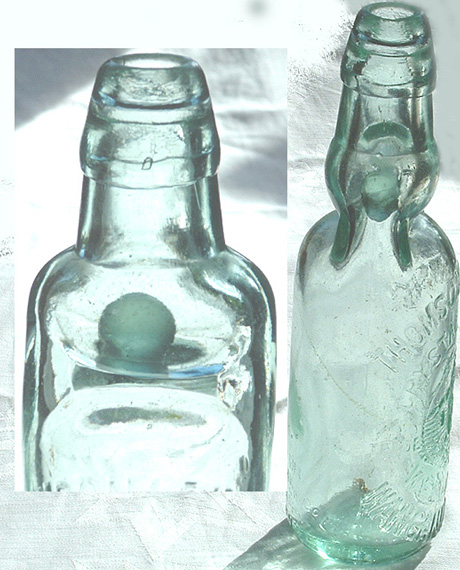
Кодд-горлечко пляшки

У 1872 році британський виробник безалкогольних напоїв Хірам Кодда з Камбервеля (англ. Camberwell), Лондон, розробив і запатентував пляшку, розроблену спеціально для газованих напоїв. Кодд-горлечко пляшки було розроблене і виготовлене з вкладкою з мармуру і гумової шайби-прокладки в шийці. Пляшки заповнювались дном доверху. Пляшка мала спеціальну форму, як можна бачити на фото праворуч. Незабаром після своєї появи пляшка стала надзвичайно популярною в пивоварній промисловості в Європи, Азії і Австралії, а також для розливу безалкогольних напоїв. Пляшки, повторно використовувалися протягом багатьох десятиліть, але поступово їх використання знижувалось, оскільки діти розбивали пляшки для вилучення мармурових кульок. Тепер пляшки відносно рідкісні і стали предметом колекціонування, особливо у Великій Британії. Кодд-подібний дизайн досі використовується для японських безалкогольних напоів Рамуне і індійських напоїв під назвою «Банта».

## Пластикова пляшка
Пластикові пляшки за розміром варіюються від вельми малої до великих бутлів. Пляшки штампують в виробничому процесі стрейтч видувним формуванням.

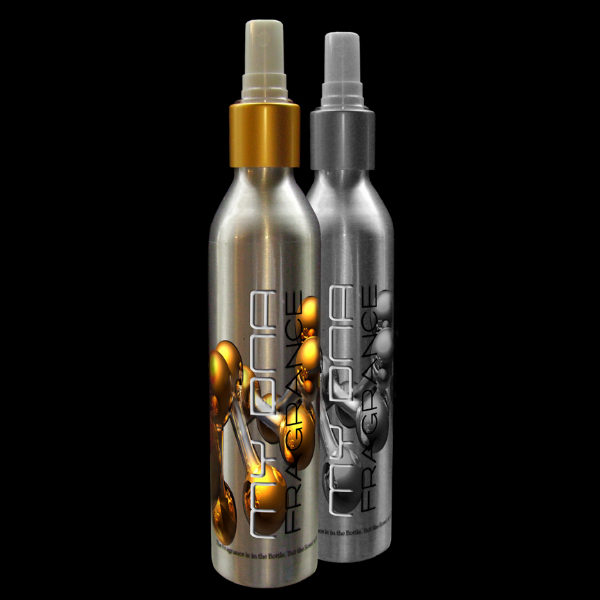
Алюмінієва пляшка з розпилювачем

## Алюмінієві пляшки
Алюмінієві пляшки для напоїв, виробництво яких розпочате в 2002 році, також відомі як bottlecans, виготовлені з алюмінію вторинної переробки. Пляшка має кришку-наконечник, яка кріпиться на пластмасовій втулці.

## Стандарти розмірів і місткості пляшок у різних країнах
Зазвичай пляшки виготовляються стандартного розміру. У російській системі мір (винна) пляшка — одиниця об'єму рідини, рівна 0,615 літра. У СРСР наймасовішими були пляшки місткістю 0,5 літра (двох основних різновидів: молочні з широким горлечком, такі, що запечатувалися фольгою, і для інших напоїв — з вузьким горлечком) і 0,7 літра (для вина). Горілку і коньяк також наливають і в пляшки 0,25 л (їх ще називають «чвертками», рос. чекушка). Для шампанського часто використовувалися пляшки більшої місткості з міцнішого скла, а для коньяку — особливі плоскі пляшки. Основний міжнародний розмір винних пляшок — 0,75 літра.
Для технічних, наукових і медичних цілей виготовляються пляшки з нанесеною шкалою, що дає змогу приблизно оцінити об'єм налитої рідини. Для лабораторних цілей виготовляються пляшки різної форми, наприклад, з двома горлечками.

## Галерея

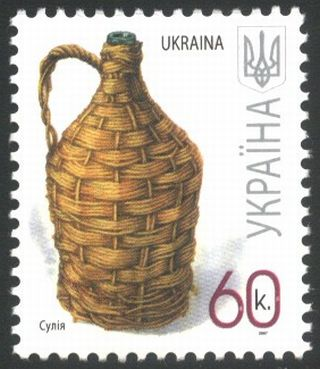
Поштова марка "Сулія, 60 к.", Пошта України, 2007 рік
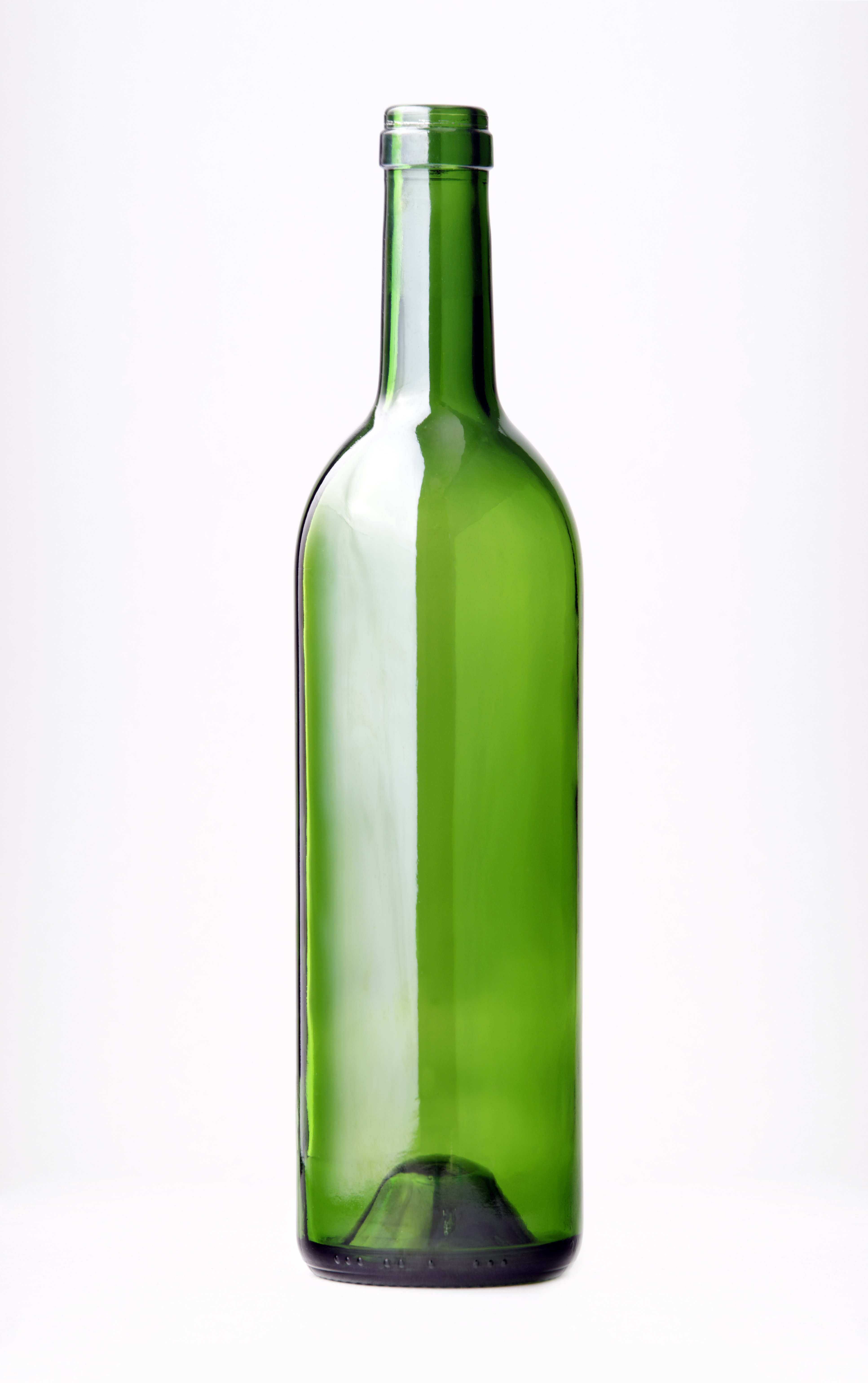
Скляна пляшка
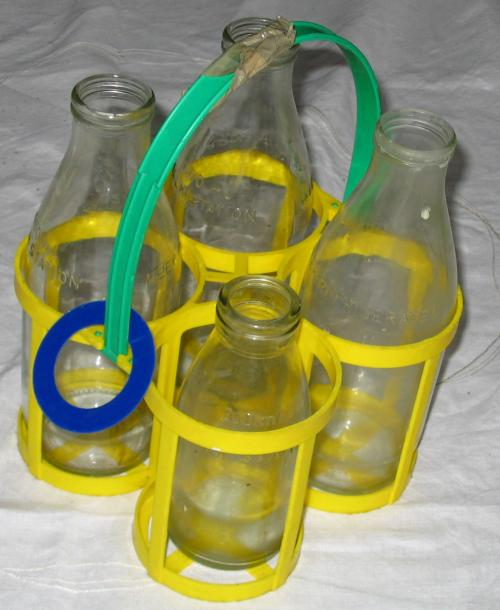
Багаторазові скляні «молочні пляшки»
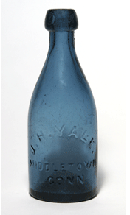
Пляшка 1855 року
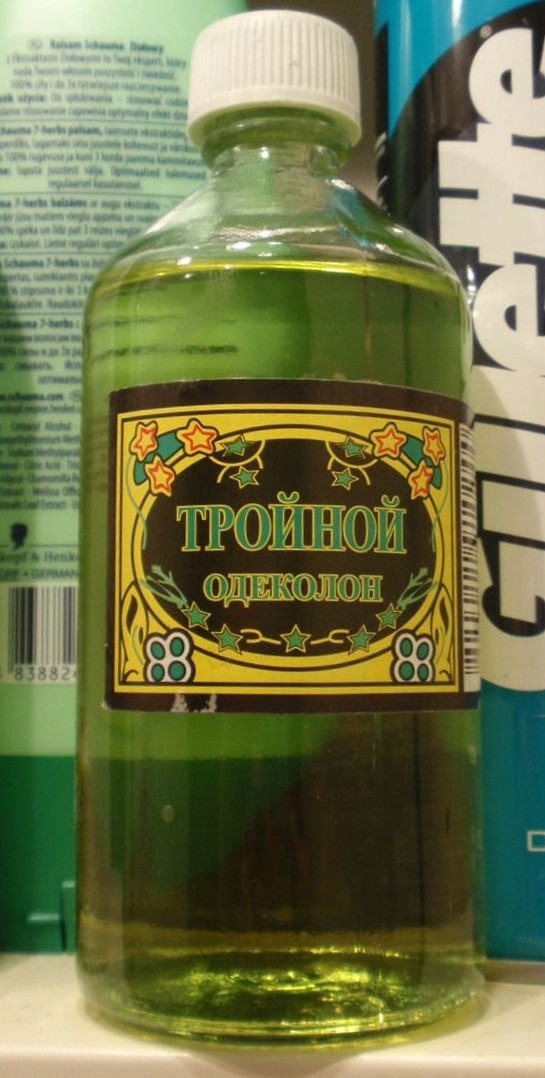
Пляшка парфумів "Трійний одеколон"
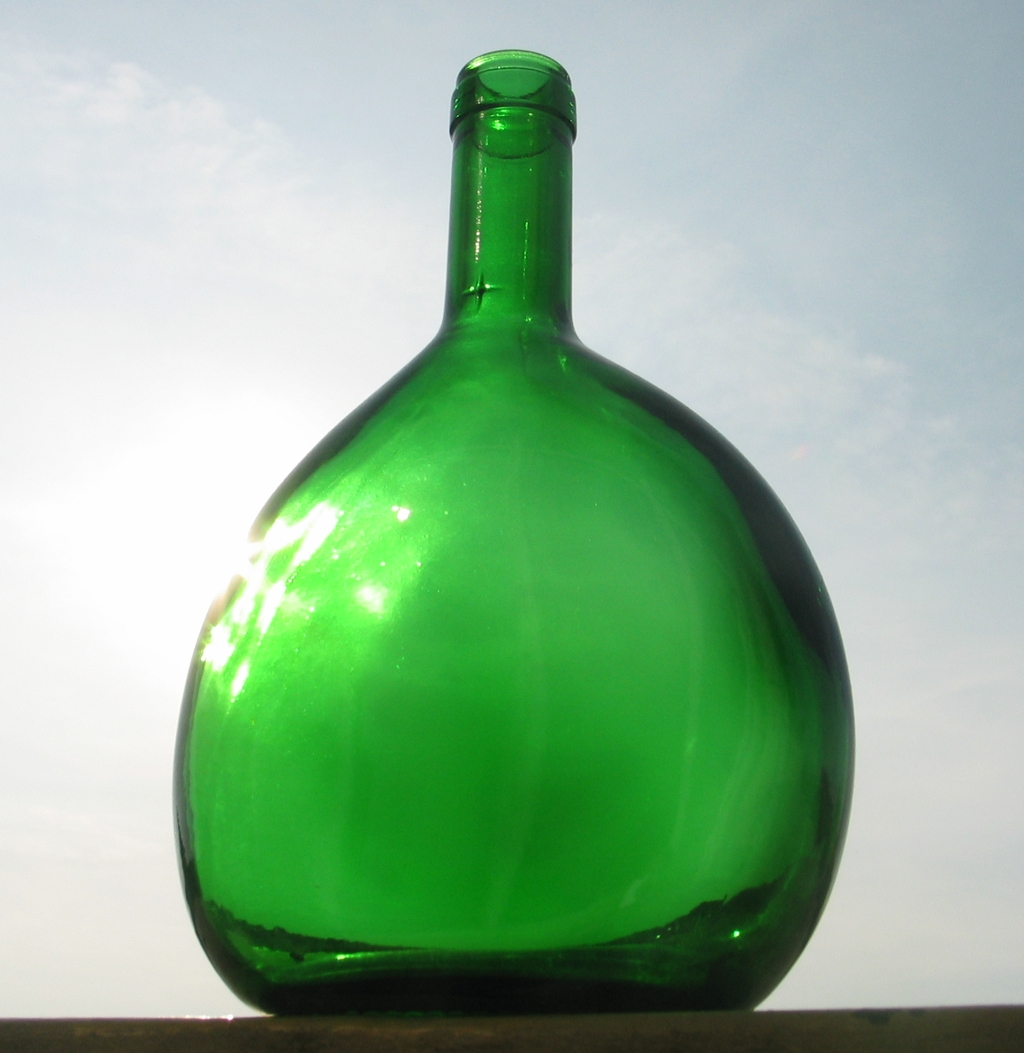
Боксбітел (Bocksbeutel) пляшка (вид винної пляшки)
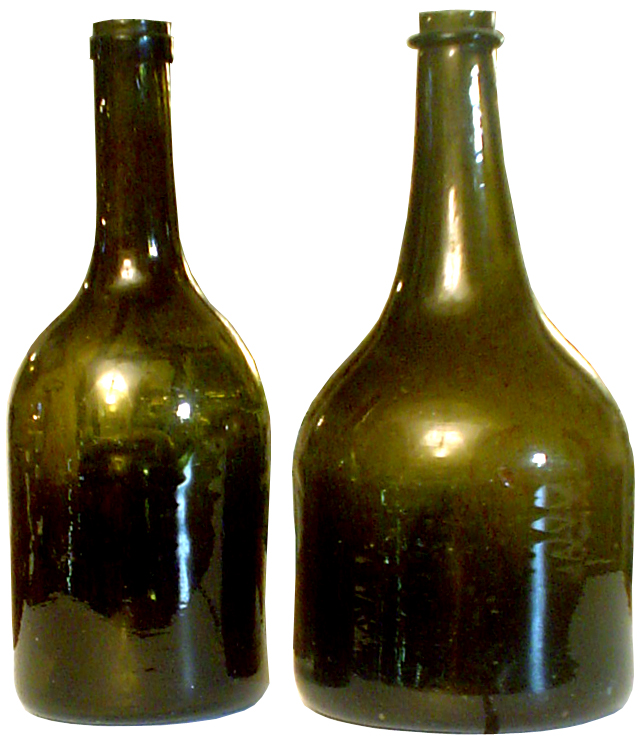
Дві пляшки для вина Маасу 18-ого століття, в музеї «Gourmet Museum and Library», в Hermalle-су-Huy, Бельгія
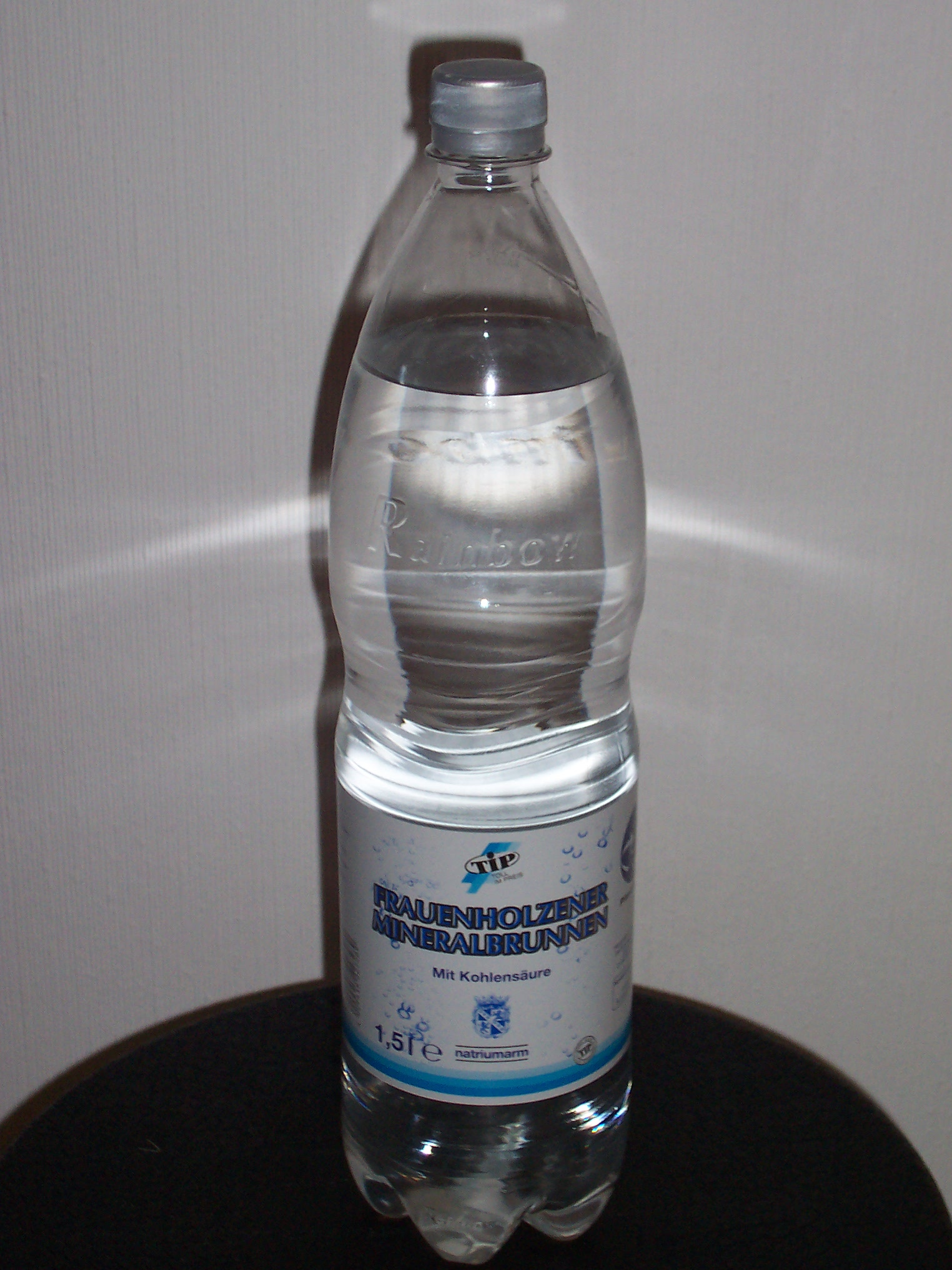
ПЕТ-пляшка
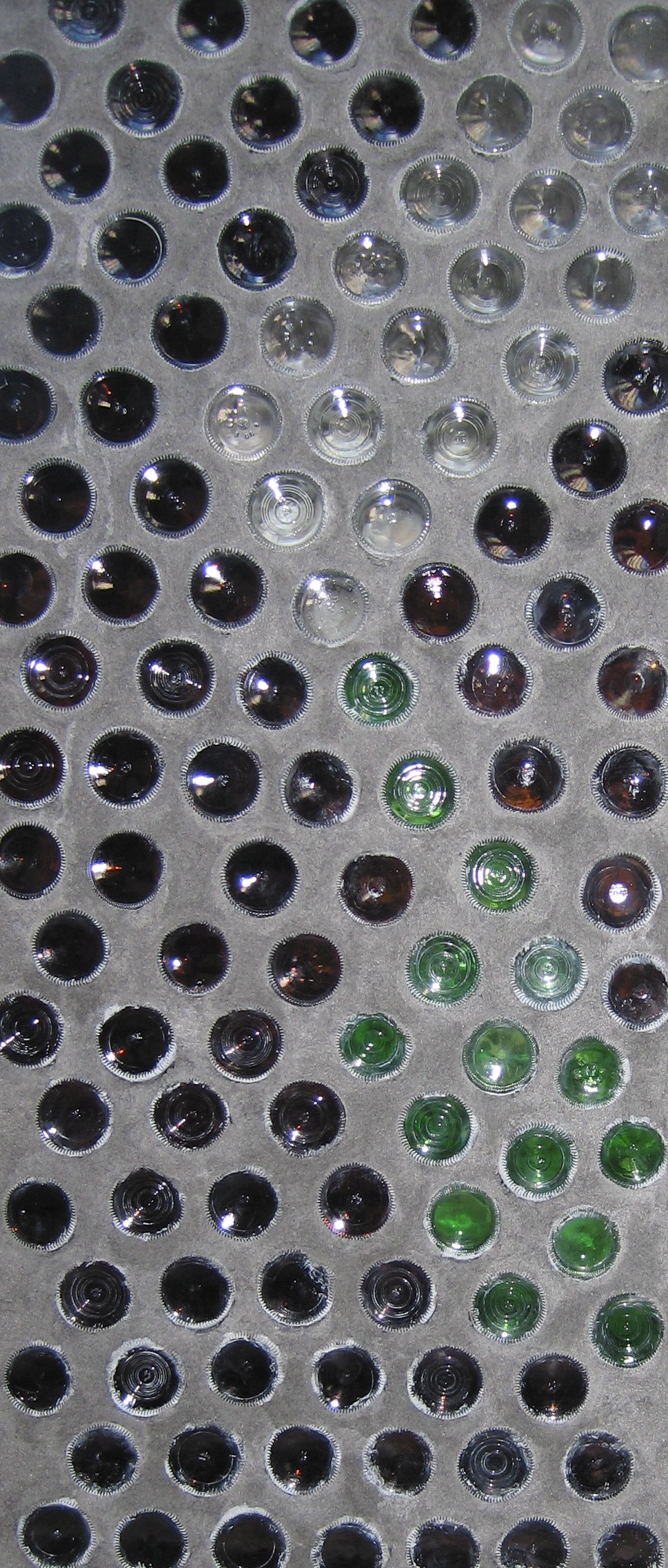
Внутрішня сторона пляшкової стіни кімнати Ертшип (англ. Earthship) будинку, яка включає в себе повторно використані скляні пляшки
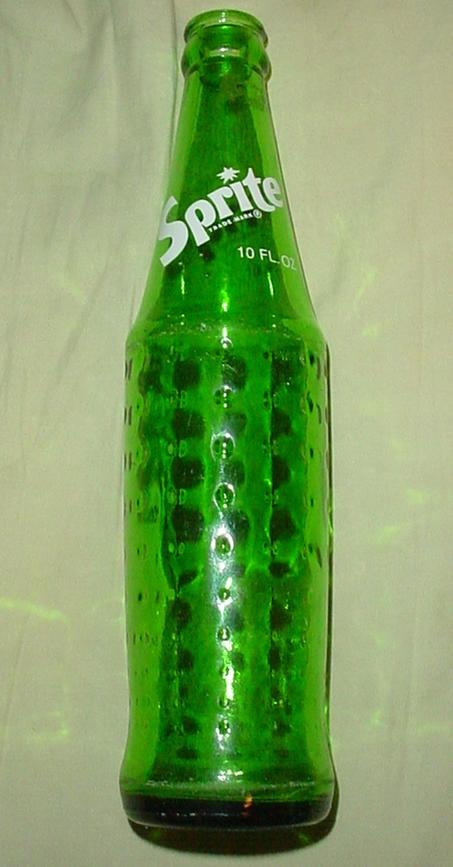
Пляшка від «Спрайту»
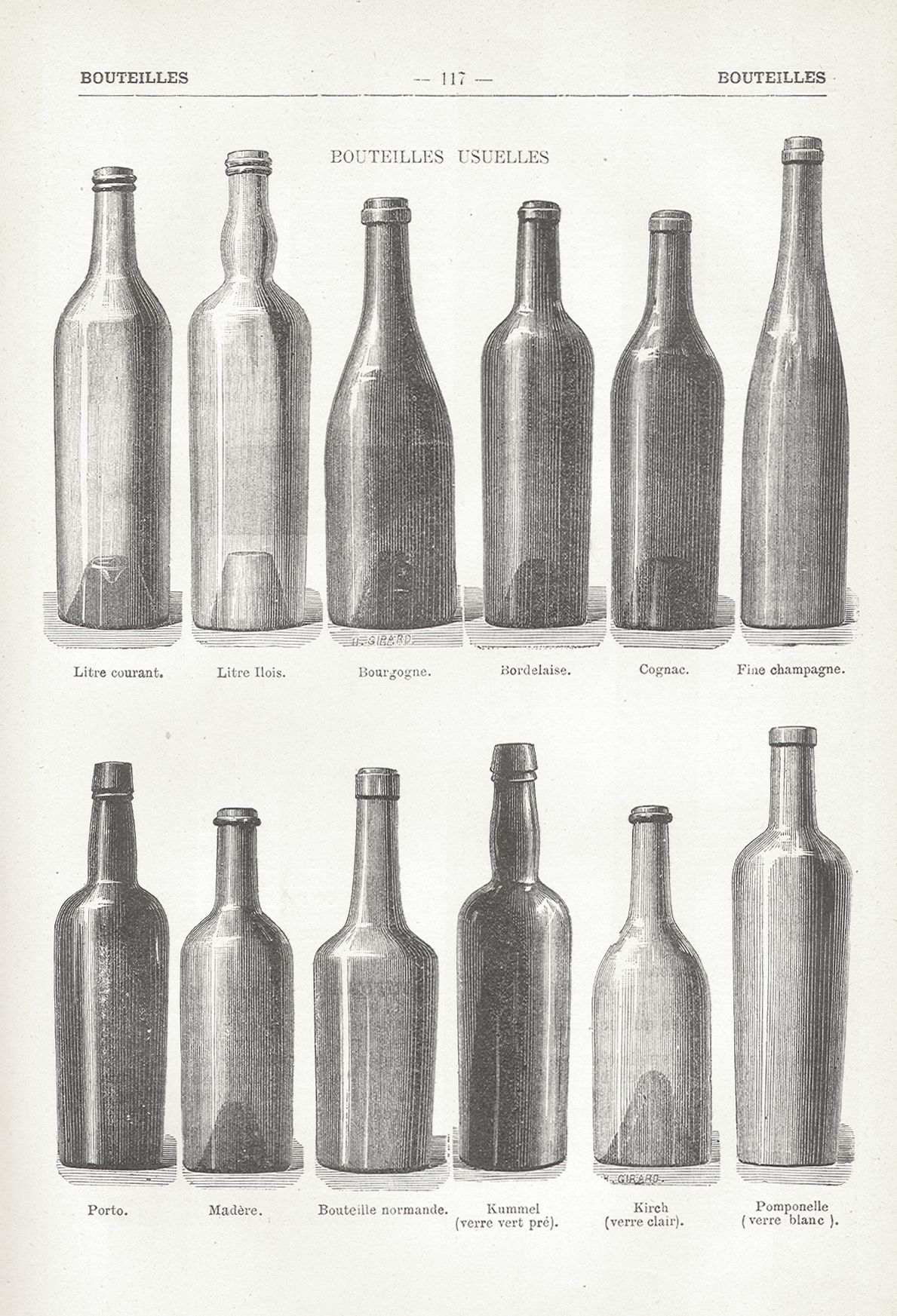
Форми пляшок
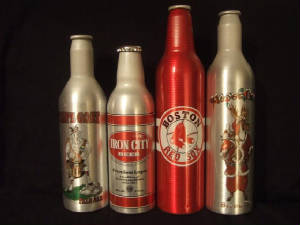
Алюмінієві пляшки в музеї пивних банок, розташованому в Східному Таунтон, штат Массачусетс
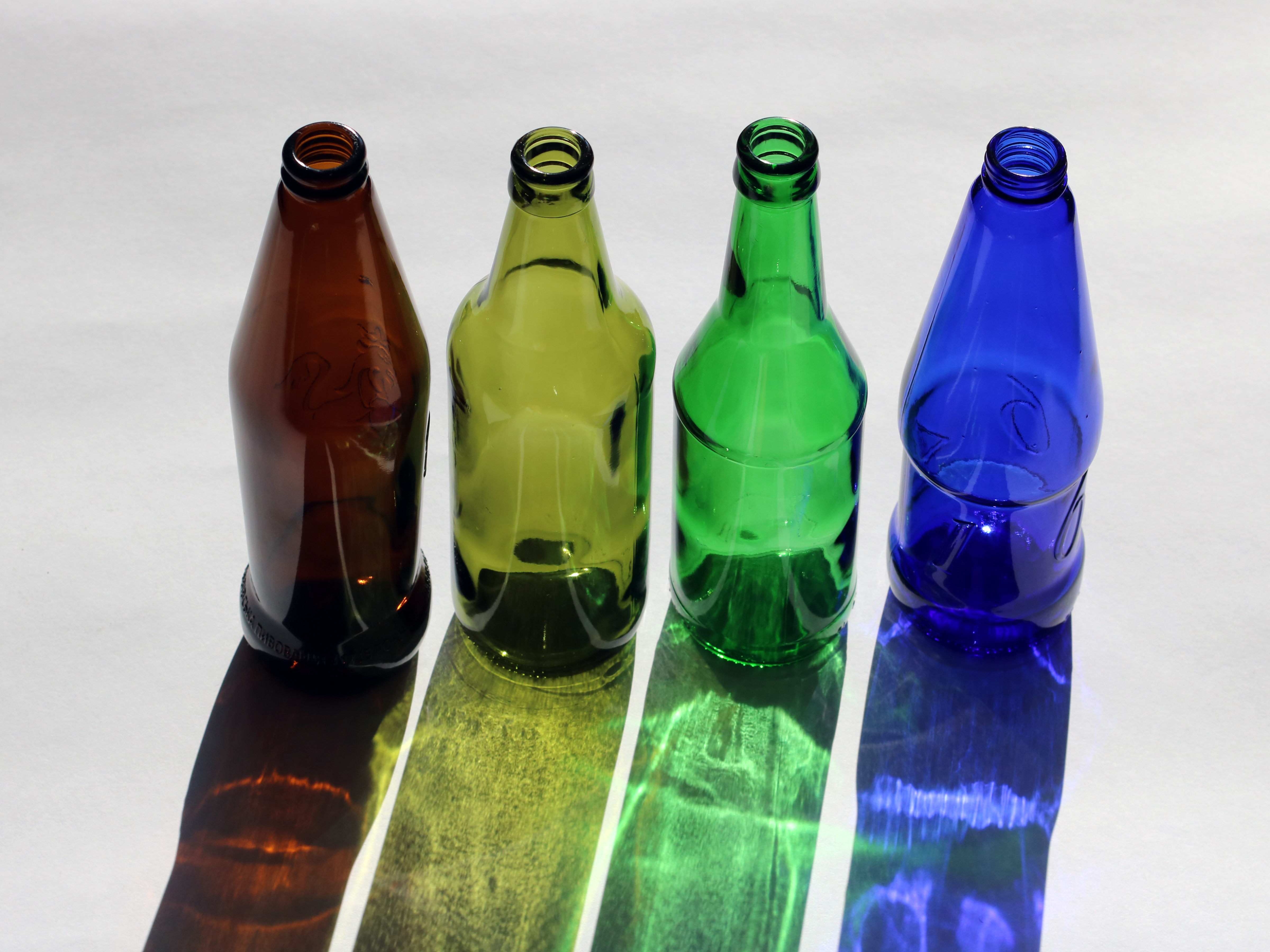
Пивні пляшки різних кольорів